# Greetings from Asbury Park, N.J.
Greetings from Asbury Park, N.J. je první studiové album amerického hudebníka Bruce Springsteena. Nahráno bylo mezi červencem a zářím 1972 ve studiu 914 Sound Studios v newyorské obci Blauvelt. Vydáno bylo začátkem ledna 1973 společností Columbia Records. Producenty desky byli Mike Appel a Jim Cretecos.

## Seznam skladeb
Autorem všech skladeb je Bruce Springsteen.
1. „Blinded by the Light“ – 5:06
2. „Growin' Up“ – 3:05
3. „Mary Queen of Arkansas“ – 5:21
4. „Does This Bus Stop at 82nd Street?“ – 2:05
5. „Lost in the Flood“ – 5:17
6. „The Angel“ – 3:24
7. „For You“ – 4:40
8. „Spirit in the Night“ – 5:00
9. „It's Hard to Be a Saint in the City“ – 3:13

## Obsazení
- Bruce Springsteen – zpěv, kytara, harmonika, baskytara, klavír, klávesy, tleskání
- Clarence Clemons – saxofon, doprovodné vokály, tleskání
- Vini Lopez – bicí, doprovodné vokály, tleskání
- David Sancious – klavír, varhany, klávesy
- Garry Tallent – baskytara
- Richard Davis – kontrabas
- Harold Wheeler – klavír
- Steven Van Zandt – zvukové efekty